# مرج الزهور
مرج الزهور هي إحدى القرى اللبنانية من قرى قضاء حاصبيا في محافظة النبطية. واستحقت بلدة مرج الزهور (التي كانت تدعى الذنيبة، قضاء حاصبيا) وعن جدارة اسمها الزهري الجديد. ضيعة هادئة تستريح في مرج خصب فسيح، ارتفعت فوقه وفي اتجاهات عدة عشرات المنازل الفخمة، التي بدت عليها لمسات هندسية فنية جذابة، مع ديكورات مميزة، زادتها تألقاً الحجارة الصخرية التي زينّ بها المعماريون جدران المنازل التي تبدو أشبه بقصور تتنافس في ما بينها على عرش الجمال.
مرج الزهور هي آخر قرية في الجزء الشمالي لقضاء حاصبيا، ومن هنا أخذت اسمها الأول الذنيبة، وفق ما يشير أهلها الذين يروق لهم اسم قريتهم، فتقدموا في مطلع الستينيات من وزارة الداخلية بطلب تغيير اسمها ليصبح مرج الزهور. وقد تولى أحمد مرشد نمر بصفته كاتب البلدية المنحلة في تلك الفترة، متابعة هذا الطلب لدى المراجع المعنية، فكان أن صدر قرار عن مجلس الوزراء، قضى بتغيير أسماء قرى عدة ومن بينها الذنيبة.
ليس في سجلات البلدية نسخة عن قرار مجلس الوزراء، القاضي بتغيير اسم البلدة من الذنيبة إلى مرج الزهور، وفق رئيس البلدية غسان الحاج. كذلك ليست هناك نسخة عن القرار في قائمقامية حاصبيا، وفق القائمقام وليد الغفير الذي أوضح أن تغيير اسم البلدة كان في سجل النفوس فقط، في حين لا تزال الدوائر العقارية تعتمد الاسم القديم أي الذنيبة. ويرد الحاج ضياع القرار إلى الأحداث التي شهدتها المنطقة الحدودية جراء الاعتداءات الإسرائيلية، وما تبعها من احتلال للمؤسسات الرسمية وتدمير للمنازل، وتهجير لآلاف العائلات.
تتميز مرج الزهور وفق رئيس بلديتها، بهجرة عدد كبير من أبنائها إلى الدول الأميركية، وإلى أستراليا، إذ أن نحو 75 في المئة من أبنائها البالغ عددهم 2500 نسمة هم مهاجرون. يقول الحاج إنّ «أبناء البلدة المهاجرين عادوا إلى قريتهم وبنوا منازل أشبه بالقصور، تلفها الجنائن من جهاتها فغدت القرية اسما على مسمى».
ويرجع إمام البلدة الشيخ محمد الحاج الهجرة الكثيفة في مرج الزهور إلى الأوضاع الأمنية الصعبة التي كانت سادت المنطقة الحدودية جراء الاعتداءات الإسرائيلية. ويقول: «هناك عودة موسمية للمهاجرين، وخصوصاً في الأعياد والمناسبات».
تقع مرج الزهور (الدنيبة) في قضاء حاصبيا أحد أقضية محافظة النبطية.
تبعد مرج الزهور (الدنيبة) 100 كلم (62.14 مي) عن بيروت عاصمة لبنان. ترتفع 820 م (2690.42 قدم - 896.752 يارد) عن سطح البحر وتمتد على مساحة 649 هكتاراً (6.49 كلم²- 2.50514 مي²).
تتبع قرية مرج الزهور قضاء حاصبيا، يبلغ تعداد سكانها نحو 2000 نسمة، تنتج سنوياً نحو 5000 صفيحة زيت زيتون. وفيها مدرسة رسمية متوسطة تضم نحو 60 تلميذاً، ومجلس بلدي مؤلف من تسعة أعضاء.